# Kumamotodentetsu
Kumamotodentetsu Co., Ltd. (熊本電気鉄道株式会社, Kumamoto Denki Tetsudō Kabushiki-gaisha), également appelée Kumaden (熊電), est une compagnie de transport de passagers qui exploite deux lignes ferroviaires dans la préfecture de Kumamoto au Japon. La compagnie gère également un réseau de bus et a des activités dans le tourisme, les assurances et l'immobilier. Son siège social se trouve dans la ville de Kumamoto.

## Histoire
La compagnie a été fondée le 15 août 1909.

## Lignes
La compagnie possède deux lignes.
| Ligne          | Nom japonais | Terminus                       | Longueur (km) | Gares |
| -------------- | ------------ | ------------------------------ | ------------- | ----- |
| Ligne Kikuchi  | 菊池線       | Kami-Kumamoto - Miyoshi        | 10,8          | 16    |
| Ligne Fujisaki | 藤崎線       | Kita-Kumamoto - Fujisakigū-mae | 2,3           | 3     |

## Matériel roulant
La compagnie possède 16 trains.

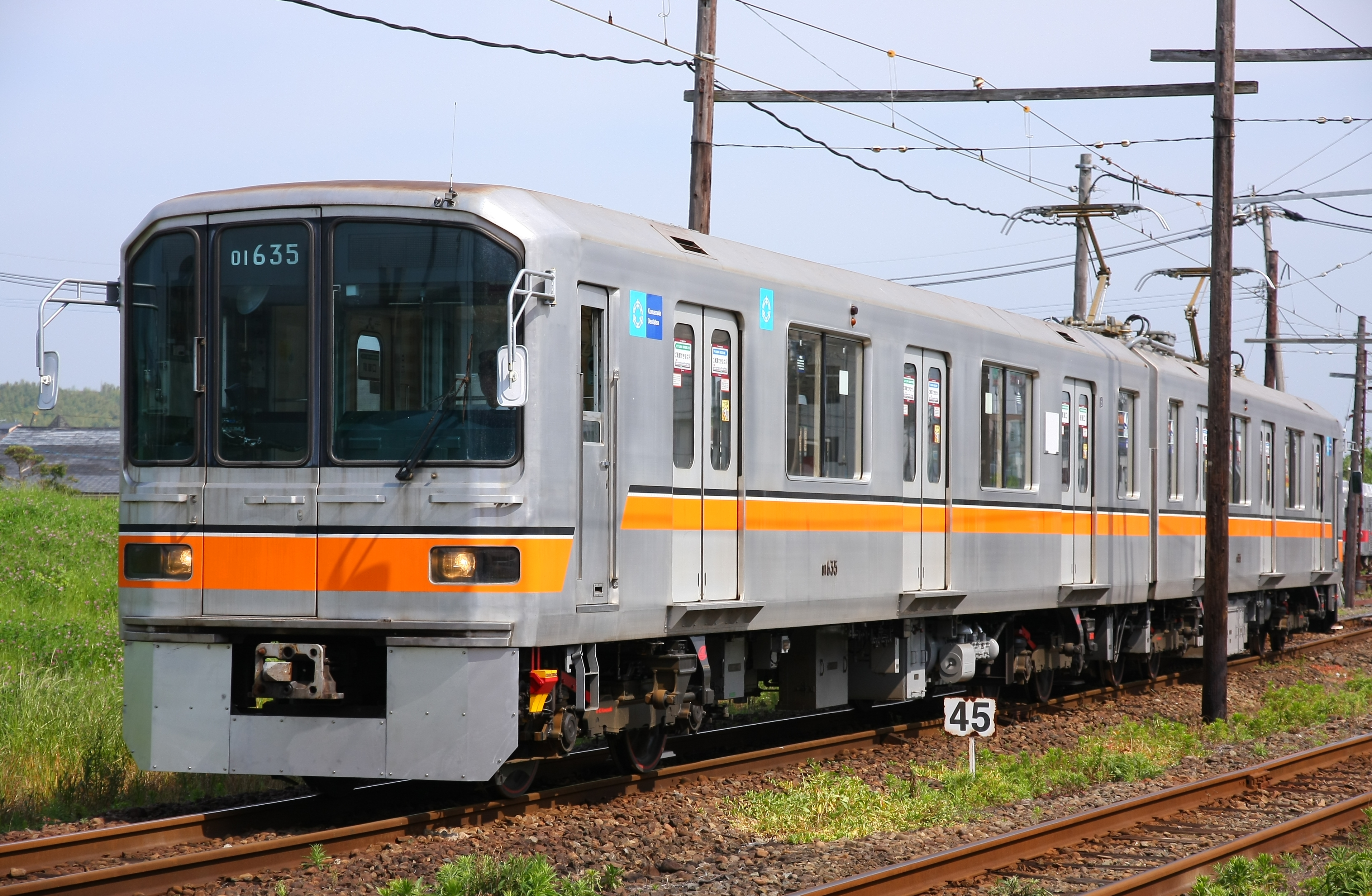
Série 01 (ex-Tokyo Metro 01).
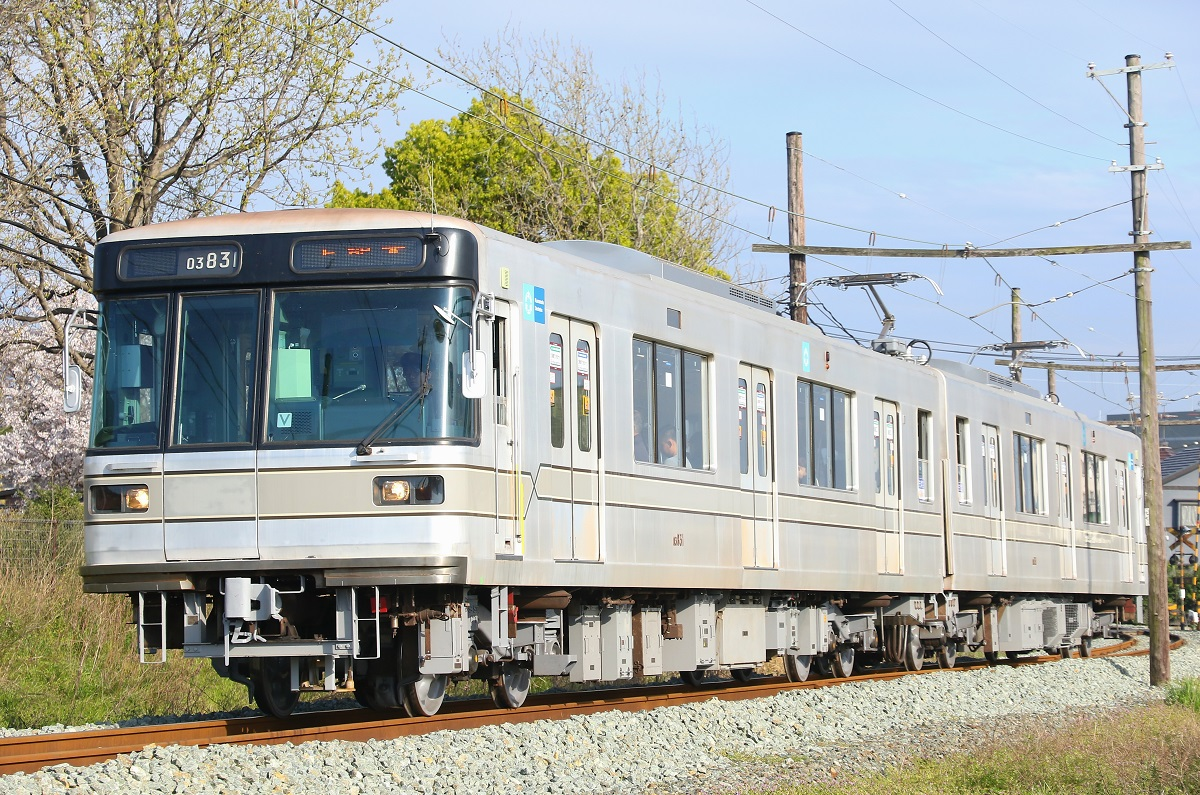
Série 03 (ex-Tokyo Metro 03).
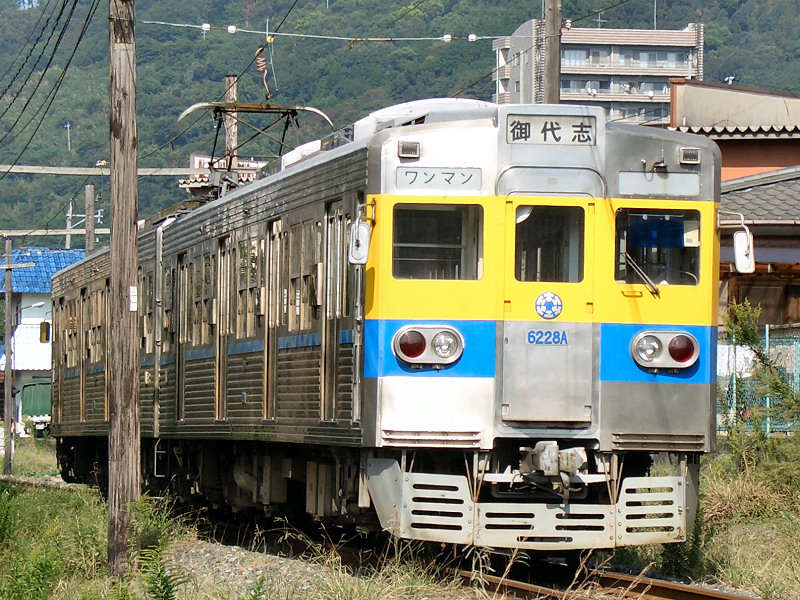
Série 6000 (ex-Toei 6000).